# Lawinia (imię)
Lawinia (łac. Lavinia) – imię żeńskie pochodzenia łacińskiego, oznaczające „kobieta pochodząca z miasta Lawinium w Lacjum”. W mitologii rzymskiej Lawinia była córką króla Latynusa i żoną Eneasza, który założył miasto nazwane przez siebie na cześć żony Lawinium.
Lawinia imieniny obchodzi 14 kwietnia.
Męski odpowiednik: Lawiniusz

## Lawinia w literaturze
W powieści romantycznej Teodora Tripplina Podróż po księżycu, odbyta przez Serafina Bolińskiego wyd. w 1858, Lawinia to mieszkanka Księżyca, mądra i elokwentna, skrzydlata cud-dziwica, w której kocha się (niestety, jak się na końcu okazuje - bez wzajemności) tytułowy bohater powieści, Serafin.